# Mallinella oreo
Espèce
Mallinella oreo est une espèce d'araignées aranéomorphes de la famille des Zodariidae.

## Distribution
Cette espèce est endémique de la province d'Uva au Sri Lanka,. Elle se rencontre dans le district de Badulla vers le Namunukula.

## Description
Le mâle holotype mesure 4,41 mm et la femelle paratype 5,22 mm.

## Systématique et taxinomie
Cette espèce a été décrite par Dayananda et Benjamin en 2025.

## Étymologie
Son nom d'espèce lui a été donné en référence aux Oreo.

## Publication originale
- Dayananda & Benjamin, 2025 : « Five new species of the genus Mallinella Strand, 1906 (Araneae: Zodariidae) from Sri Lanka. » Zootaxa, no 5570(1), p. 100-118.